# Sherlock (phim truyền hình)
Sherlock là bộ phim truyền hình của Anh lấy bối cảnh hiện đại, dựa trên bộ truyện trinh thám nổi tiếng Sherlock Holmes của nhà văn Arthur Conan Doyle. Đây là tác phẩm của Steven Moffat và Mark Gatiss, với Benedict Cumberbatch trong vai Sherlock Holmes và Martin Freeman trong vai bác sĩ John Watson. Sau tập phim đầu tiên chưa được phát sóng vào năm 2009, mùa một bao gồm ba tập dài 90 phút đã được phát sóng trên kênh BBC One và BBC HD vào tháng 7 và tháng 8 năm 2010. Ba tập tiếp theo của mùa hai được phát sóng vào tháng 1 năm 2012. Mùa ba được phát sóng đầu năm 2014. Series chính thức kết thúc vào đầu năm 2017, với 3 tập phim của mùa bốn. Tác phẩm đã được chuyển nhượng quyền phát sóng cho hơn 180 vùng lãnh thổ.

## Mùa 1 (2010)
- A Study in Pink: Tập phim bắt đầu bằng việc hàng loạt các vụ án bí ẩn xảy ra. Trong khi Sở Cảnh sát Scotland Yard kết luận đó là tự tử hàng loạt bằng cùng một loại thuốc độc, thì Sherlock Holmes, một "thám tử cố vấn" (consulting detective) với trí tuệ phi thường đã suy luận và liên kết được những điểm chung của các vụ án này lại với nhau, và khẳng định chắc chắn rằng đây hoàn toàn không phải là các vụ tự sát mà là giết người hàng loạt. Anh được giới thiệu với John Watson, là một bác sĩ từng phục vụ quân đội trong chiến tranh ở Afghanistan. Cả hai bắt đầu thân nhau và cùng dọn đến căn hộ số 221B trên đường Baker. John dần hiểu tính cách cũng như con người của Sherlock, và mặc dù đã được viên cảnh sát Sally Donovan (Vinette Robinson) cảnh báo rằng Holmes là một kẻ tâm thần, John vẫn quyết định dấn thân cùng Sherlock. John gặp một người đàn ông bí ẩn (sau này được tiết lộ là anh trai Sherlock, Mycroft Holmes), người này muốn thuê John làm gián điệp cho mình, theo dõi mọi động tĩnh của Sherlock, nhưng John từ chối. Sau nhiều chuỗi sự việc xảy ra, người phải chịu trách nhiệm cho hàng loạt các vụ giết người bí ẩn cũng được phơi bày ra ánh sáng. Đó là một tài xế taxi (Phil Davis); hắn bắt nạn nhân của mình chơi với hắn một trò chơi may rủi (Russian roulette) - chọn uống một trong hai viên thuốc, một viên là thuốc độc, viên còn lại không có độc. Cuối cùng, hắn bị John bắn chết từ một tòa nhà đối diện, xuyên qua cửa sổ. Trước khi chết, tên tài xế đã tiết lộ rằng mọi việc hắn làm đều được một kẻ mang tên Moriarty bảo đảm.
- The Blind Banker: Sherlock được yêu cầu điều tra một vụ án bí ẩn đột nhập vào một ngân hàng ở thành phố. Anh đã phát hiện ra rằng các biểu tượng được phun sơn lên một bức tường văn phòng là một thông điệp được mã hóa dành cho một nhân viên của ngân hàng, người sau đó được phát hiện đã chết trong căn hộ của mình. Ngày tiếp theo, một nhà báo bị giết và những biểu tượng tương tự được tìm thấy gần đó. Sherlock và John theo dấu những đầu mối liên kết hai người đàn ông đã chết đến một chiếc trâm buôn lậu Trung Quốc mà một nhóm người đang cố gắng để lấy lại. Sherlock cuối cùng phá giải thông điệp được mã hóa - chúng dựa trên những ký tự Tô Châu và mật mã của 1 cuốn sách, nhưng rồi lại phải tiếp tục dấn thân vào nguy hiểm để cứu John và bạn gái anh, họ bị chính nhóm người kia bắt cóc. Sherlock cứu được họ, nhưng thủ lĩnh của nhóm đó đã trốn thoát. Sau đó, bà ta liên lạc với cấp trên của mình, người có tên với kí tự đầu là chữ "M". Cuối cùng, bà ta bị bắn bởi một tay bắn tỉa.
- The Great Game: Sherlock được Mycroft yêu cầu điều tra cái chết đáng ngờ của một nhân viên chính phủ đang hoạt động bí mật cho dự án Bruce-Partington. Sau khi thẳng thừng từ chối vụ án và giao nó cho John, Sherlock bị một gã tội phạm thách thức phá án có kì hạn, nếu anh thất bại thì nạn nhân đeo áo chứa bom sẽ chết. Các vụ án thoạt nhiên không liên quan: vụ án với đầu mối là đôi giày của một đứa trẻ chết đuối, sự biến mất kì lạ của một doanh nhân, cái chết của một ngôi sao truyền hình, và vụ ám sát bảo vệ bảo tàng mỹ thuật. Trong quá trình phá án, Sherlock phát hiện ra mối liên kết giữa các vụ. Sau khi cùng John giải quyết xong vụ án nhân viên chính phủ, Sherlock buộc kẻ địch của mình - James "Jim" Moriarty - phải ra mặt. Việc này đặt tính mạng của Sherlock và John vào vòng nguy hiểm, nhưng sau cùng, một cuộc gọi bí ẩn đến Moriarty đã khiến hắn thay đổi quyết định và "tha mạng" cho Sherlock và John.

| STT | Tập | Tựa                | Đạo diễn      | Biên kịch      | Lượt xem (triệu) | Tỉ lệ (%) | Ngày lên sóng       |
| --- | --- | ------------------ | ------------- | -------------- | ---------------- | --------- | ------------------- |
| 1   | 1   | "A Study in Pink"  | Paul McGuigan | Steven Moffat  | 9.23             | 28.5      | 25 tháng 7 năm 2010 |
| 2   | 2   | "The Blind Banker" | Euros Lyn     | Steve Thompson | 8.07             | 25.5      | 1 tháng 8 năm 2010  |
| 3   | 3   | "The Great Game"   | Paul McGuigan | Mark Gatiss    | 9.18             | 31.3      | 8 tháng 8 năm 2010  |

## Mùa 2 (2012)
- A scandal in Belgravia: Mycroft thuê Sherlock và John tìm lại một số tập tin tối mật bị đánh cắp của một nhân vật trọng yếu của hoàng gia, và người đang giữ nó là Irene Adler (Lara Pulver), cô lưu nó vào chiếc điện thoại của mình. Cô là người vô cùng thông minh nhưng cay độc, cô giữ những bí mật từ những khách hàng giàu có và quyền lực của mình như là một sự bảo đảm an toàn cho mình về sau này. Đối với những người bình thường, Holmes có thể đoán biết được một phần con người họ chỉ qua cách họ ăn mặc. Thế nhưng trong lần gặp gỡ đầu tiên của mình với Irene Adler, cô hoàn toàn khỏa thân và Holmes không tài nào đoán được đây là một con người như thế nào. Bắng sự thông minh của mình Sherlock đã phát hiện ra nơi giấu chiếc di động của cô, anh lấy nó nhưng lại không có mật mã để mở được nó, anh đã thử hết mọi khả năng thậm chí là đánh lừa Irene Adler để cô tiết lộ mật mã nhưng cô vẫn trên anh một nước cờ. Khi Adler phát hiện CIA đang đuổi theo mình, cô biến mất và tưởng chừng bị giết, nhưng vài tuần sau đã lộ diện lại. Cô dụ Holmes giải một dải mã số mà cô nói đã lấy từ một khách hàng, hoá ra là từ chính Mycroft. Việc Holmes giải mã được mã số cho Adler đẩy Mycroft vào thế bại trận và buộc phải nghe theo những yêu cầu bảo vệ nhân chứng của Adler. Những tưởng Adler đã giành phần thắng song Sherlock Holmes đã cho biết đã tìm ra mật khẩu điện thoại, rằng anh phát hiện ra Adler có tình cảm với mình (nhịp tim tăng, giãn đồng tử) dù cho cô nói cô chỉ lợi dụng anh mà thôi. Vì tình cảm, cô đã dùng cả tên anh làm mật khẩu.

```
I AM
_ _ _ _ S H E R 
L O C K E D
```

Holmes giao chiếc điện thoại được giải mã cho Mycroft, bỏ đi mặc kệ lời van xin của Adler. Tập phim kết thúc khi Mycroft nói Watson rằng cô ta đã bị chặt đầu bời những kẻ trong nhóm khủng bố ở Pakistan. Nhưng thực chất, Sherlock đã giúp cô trốn thoát trước khi cô bị xử tử.
- Tập "Vụ con chó săn ở Baskerville": bắt đầu bằng việc Sherlock và Watson gặp Henry Knight (Russell Tovey), người bị ám ảnh từ cái chết của bố bởi một con hound (chó săn) khổng lồ tại Dartmoor nhiều năm về trước. Khám phá thung lũng Dewer, và 1 căn cứ quốc phòng bí mật của chính phủ, Baskerville, Holmes và Watson phát hiện ra một âm mưu của bác sĩ Frankland (Clive Mantle), tiếp tục thử nghiệm dự án H.O.U.N.D., một dự án bị hủy bỏ bới CIA trước đó nhằm tạo một loại vũ khí gây ảo giác phục vụ mục đích quân sự. Holmes và Watson cũng biết rằng con chó huyền thoại thực chất là một con chó thường, nhưng khí độc đã làm nó trông có vẻ nguy hiểm hơn. Con chó săn (hound) đã giết cha Henry thực chất là bác sĩ Frankland, khi đó hắn đã mặc chiếc áo phông có logo của nhóm HOUND. Đối đầu với con chó và Frankland tại Dewer's Hollow, Watson và Lestrade bắn hạ con chó. Còn Frankland thì chết vì dẫm vào bãi mìn. Ở cảnh cuối, Mycroft được thấy là đang tra khảo Jim Moriarty, nhưng hắn ta không chịu khai dù chỉ nửa lời.
- Tập "Thác Reichenbach": bắt đầu bằng việc sau hàng loạt các vụ phá án ly kì mà không ai có thể ngờ nổi, danh tiếng của Sherlock lên như diều gặp gió, Moriarty đã tiến hành một kế hoạch nham hiểm bằng cách đột nhập vào Tháp London, Ngân hàng Anh quốc và Nhà ngục Pentonville, nhưng hắn không lấy đi bất cứ thứ gì mà còn ở lại Tháp London và để cho cảnh sát bắt mình, hắn buộc phải ra hầu tòa. Hắn được tuyên bố là vô tội do trước đó đã gửi thư hăm dọa bồi thẩm đoàn rằng sẽ gây nguy hiểm tới gia đình của họ. Từ tòa án trở về, hắn đi thẳng tới nhà Holmes, hắn đe dọa Sherlock rằng sẽ tìm mọi cách để "thiêu đốt tên tuổi" của anh ra tro, thách thức Sherlock bằng "final problem" (Vụ án cuối cùng). Ngay sau đó, Moriarty xếp đặt một cuộc bắt cóc 2 đứa con của Đại xứ Hoa Kỳ, nhưng sau khi giải cứu được con tin, chúng làm Holmes bất ngờ khi vô cùng sợ hãi khi thấy Holmes. Chính sự sợ hãi này của lũ trẻ đã làm các thanh tra cảnh sát nghi ngờ, họ tự hỏi tại sao chúng lại khinh sợ một người mà chúng chưa từng gặp mặt, phải chăng... Holmes có liên quan tới vụ bắt cóc, do anh chỉ cần những dấu chân còn sót lại của hung thủ mà đã có thể dẫn ra tới ngay nơi lũ trẻ bị giam giữ! Mọi người trong sở thanh tra bắt đầu nghi ngờ Holmes và ra lệnh bắt anh. Holmes trốn được, và sớm nhận ra là Moriarty đang giả vờ núp dưới một tên khác và đổ hết mọi tội lỗi cho Holmes khi khẳng định rằng chính Holmes đã thuê hắn vào vai Moriarty và làm tất cả mọi việc với mục đích đánh bóng tên tuổi của Holmes như một thiên tài suy luận. Chính những lời khẳng đinh này đã làm cho mọi người nghĩ Holmes là một kẻ lừa đảo nguy hiểm, chính lúc này hắn đã biến lời đe dọa của mình trước đây thành hiện thực, danh tiếng của Sherlock đã thực sự bị hủy hoại. Cả hai hẹn gặp nhau ở trên nóc của một bệnh viện, nơi Moriarty nói với Sherlock rằng Watson, Bà Hudson và Lestrade sẽ bị ám sát nếu Sherlock Holmes không tự tử; hắn muốn Holmes hoàn tất câu chuyện mà hắn đã dựng lên, rằng Holmes tự tử là do những ô nhục mà mình đã làm. Sau cuộc trò chuyện, Moriarty nhận ra rằng Sherlock quá thông minh và sẽ không đời nào tự tử, hắn biết Sherlock sẽ tìm ra mật mã và gọi cho các tên sát thủ ngăn vụ ám sát từ điện thoại của hắn. Moriarty ngăn Sherlock bằng cách tự bắn vào đầu mình. Đến lúc này Sherlock đã gọi điện thoại cho Watson và "thú nhận" rằng mọi chuyện đều do một tay Holmes sắp đặt, rằng anh đích thực là kẻ lừa đảo (nhưng Watson không tin rằng đây là sự thật). Watson yêu cầu anh phải xuống khỏi mái nhà ngay lập tức. Nhưng Sherlock chỉ nói câu cuối cùng "Goodbye" và nhà khỏi mái của tòa nhà. Watson và Mrs. Hudson cùng gặp nhau ở mộ của Sherlock để nói lời tạm biệt cuối cùng. Thế nhưng, mọi chuyện thực sự bất ngờ khi chỉ vài giây sau đó là cảnh Sherlock đang nhìn họ từ phía xa, điều này chứng tỏ cái chết của anh là giả. Các nhà biên kịch khẳng định rằng, phần 3 của bộ phim sẻ tiết lộ bằng cách nào anh có thể sống sót được, tuy nhiên không ai có thể đoán trước điều gì có thể xảy ra.

| STT | Tập | Tựa                         | Đạo diễn      | Biên kịch      | Lượt xem (triệu) | Ngày lên sóng       |
| --- | --- | --------------------------- | ------------- | -------------- | ---------------- | ------------------- |
| 4   | 1   | "A Scandal in Belgravia"    | Paul McGuigan | Steven Moffat  | 10.66            | 1 tháng 1 năm 2012  |
| 5   | 2   | "The Hounds of Baskerville" | Paul McGuigan | Mark Gatiss    | 10.27            | 8 tháng 1 năm 2012  |
| 6   | 3   | "The Reichenbach Fall"      | Toby Haynes   | Steve Thompson | 9.78             | 15 tháng 1 năm 2012 |

## Phần 3 (2014)
Được chính thức chiếu tại Anh trên BBC one từ 1.1.2014, gồm 3 tập chính và một tập nhỏ Giáng Sinh.
- Tập mini "Many Happy Returns": Dài 7 phút được phát trên Youtube vào giáng sinh năm 2013, gồm các cảnh nhỏ về một số hoạt động của Sherlock trong vòng 2 năm giả chết sau "The Reichenbach Fall" và các hoạt động của bạn anh.
- Tập "The Empty Hearse": Dựa vào bản gốc "The Empty House" trong bản gốc của Conan Doyle. Tập phim xoay quanh sự trở về của Sherlock sau 2 năm với các giả thuyết về cách anh giả chết 2 năm trước. Vụ án chính là Sherlock, cùng bạn anh John Watson, giải quyết về mối đe dọa khủng bố tàu điện ngầm ở thành phố London. Tập phim lập được kỷ lục về số người xem, tuy nhiên có nhiều nhận xét trái chiều. Những phản đối chính được cho rằng tập phim quá hài hước, thiếu nút thắt thực sự và chưa đưa ra một lời giải thích hợp lý cho cliffhanger cuối series 2.
- Tập "The Sign of Three": Sherlock đối mặt với thử thách lớn nhất của minh là làm phù rể cho bạn anh John Watson trong đám cưới với Mary Morstan. Sherlock thành công trong việc một vụ án giết người trong đám cưới thông qua việc kết hợp các vụ án trước đó: "The Bloody Guardman" và "The MayFly man". Cuối tập phim, Sherlock thông báo cho John và Mary về quan sát của anh, John và Mary sắp có con, giải quyết ý nghĩa của "The Sign of Three". Sherlock lập lời hứa - his first and last vow - bảo vệ cả gia đình John Watson cho dù bất kỳ chuyện gì xảy ra.
- Tập ''His Last Vow'': Sherlock và bác sĩ John Watson sẽ đối mặt với một tên chính trị gia mang tên Charles Augustus Magnassun, kẻ được mệnh danh là "Napoleon của nghệ thuật tống tiền". Trong khoảng thời gian này John Watson cũng sẽ đối mặt với những bí mật về quá khứ của Mary, người vợ vừa mới cưới của mình.

## Tập Đặc Biệt (2016)
- Tập "Cô Dâu Gớm Ghiếc": Lấy bối cảnh nước Anh thế kỉ 19, năm 1895, thanh tra Lestrade đến và trình bày với Holmes và Watson một trường hợp khó hiểu: Emelia Ricoletti, một cô dâu, đã bắn vào người qua đường từ ban công, sau đó dùng súng tự sát trước sự chứng kiến của nhiều người. Tối hôm đó, ông Ricoletti đã đối mặt với Emelia Ricoletti - người vợ mới chết của mình, người đã bắn ông ta trước khi biến mất vào trong sương mù. Trở lại hiện tại, Holmes tỉnh dậy trên một chiếc máy bay, mọi sự kiện xảy ra thời Victoria đó chỉ do Holmes tưởng tượng ra khi dùng thuốc. Mycroft, John và Mary vào máy bay để tìm Sherlock đang mê sảng về trường hợp của Ricoletti chưa được giải quyết. Mặc kệ lời phản đối của Watson, Sherlock một lần nữa dùng thuốc, rơi vào trong trí tưởng tượng của mình. Holmes tỉnh dậy trong quá khứ trên một mỏm đá bên cạnh thác Reichenbach. Moriarty xuất hiện và nói rằng Holmes vẫn còn bị mắc kẹt trong trí tưởng tượng của anh. Hai người chiến đấu, ngay sau đó bác sĩ Watson xuất hiện, khống chế và đẩy Moriaty khỏi vách đá. Holmes nhảy khỏi vách đá, với hy vọng anh sẽ tỉnh lại. Sherlock tỉnh dậy và kết luận rằng: Moriarty đã thực sự chết nhưng đã lên kế hoạch cho người khác thực hiện kế hoạch của mình sau khi hắn chết. Một lần nữa ở Anh thời Victoria, Holmes mô tả một chiếc máy bay và điện thoại di động cho Watson và nhìn ra đường phố Baker thời hiện đại qua cửa sổ phòng rồi nói "Tôi biết mình luôn là người lỗi thời."

## Phần 4 (2017)
- Tập "The Six Thatchers": Sherlock điều tra một trường hợp con trai của một bộ trưởng được tìm thấy đã chết được 1 tuần trong xe hơi riêng, mặc dù lúc ấy cậu đang ở Tây Tạng. Trong khi đó, Sherlock phát hiện ra rằng bức tượng bán thân cuối cùng chứa một thẻ nhớ với thông tin về Mary. Khi Sherlock hỏi, Mary giải thích rằng cô ấy là một thành viên của một lực lượng đặc nhiệm tự do có tên là 'AGRA'. Sau đó Mary đánh thuốc mê Sherlock và bỏ trốn. Sherlock gặp Vivian Norbury trong Thủy Cung London. Khi cảnh sát và Mary đến, Vivian tiết lộ rằng động cơ của cô là giết đại sứ Anh, những người đã phát hiện ra rằng Vivian đã bán bí mật quốc gia.Vivian rút ra một khẩu súng và bắn Sherlock, nhưng Mary nhảy vào chắn và bị trúng đạn. Mary chết và điều này khiến mối quan hệ của Sherlock và John rạn nứt.
- Tập "The Lying Detective": Sherlock vẫn giữ khoảng cách với John, người vẫn còn đau buồn về cái chết của người vợ (The Six Thatchers). Sherlock dùng thuốc quá liều đến mức bị ảnh hưởng bởi tác dụng phụ. Anh bị ám ảnh bởi Smith, bà Hudson đưa Sherlock đến gặp John để trị liệu. Sherlock cáo buộc Smith là một kẻ giết người hàng loạt nhưng không thành. Thất vọng, Sherlock định tấn công Smith bằng một con dao, nhưng bị John ngăn lại và John đổ lỗi cho Sherlock về cái chết của Mary. Sherlock được đưa vào bệnh viện của Smith, tại đây Smith thú nhận với Sherlock rằng hắn là kẻ giết người. Sau khi xem video của Mary, John tức tốc chạy đến bệnh viện và kịp thời cứu Sherlock trước khi anh bị Smith làm cho nghẹt thở. John hòa giải với Sherlock, và anh không đổ lỗi cho Sherlock về cái chết của Mary nữa. Một chi tiết gây bất ngờ, bác sĩ tâm lý của John tiết lộ tên mình là Eurus (tiếng Hy Lạp nghĩa là Ngọn gió đông), là em gái bí mật của Sherlock và Mycroft.
- Tập '''The Final Problem'': Sherlock cùng Mycroft và bác sĩ John Watson phải đối mặt với mối đe doạ tiềm tàn của người em gái Eurus Holmes được xem là đã chết khi còn nhỏ của gia đình Holmes thông qua những thông tin và hồi ức của Mycroft. Cùng với đó cả ba cũng khám phá ra được mục đích thật sự và âm mưu đen tối của Jim Moriaty sau khi hắn tự kết liễu mình ở cuối tập 3 của phần 2.

## Diễn viên

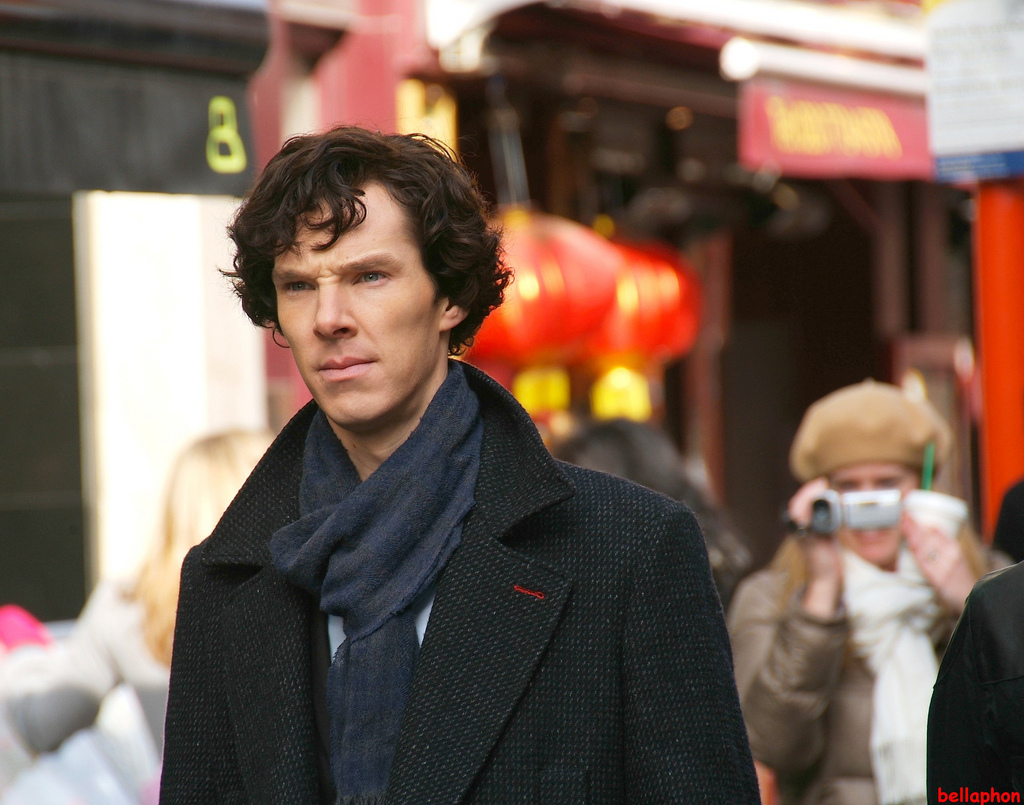
Cumberbatch trong vai Sherlock Holmes

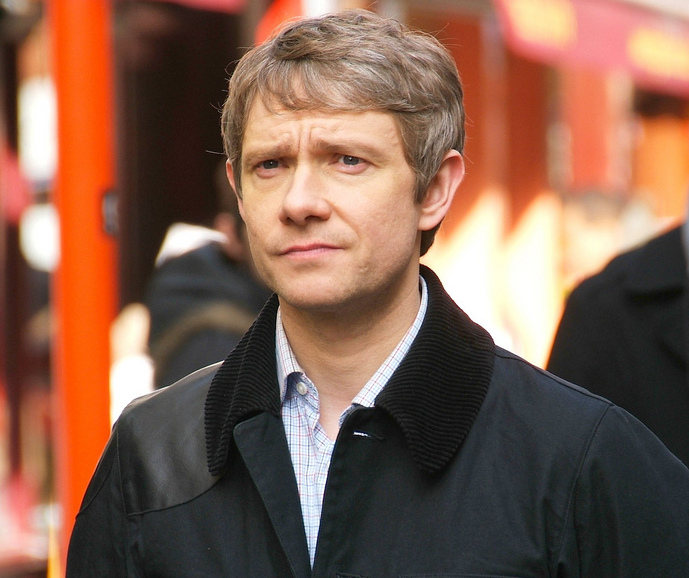
Martin Freeman trong vai Bác sĩ Watson, phim Sherlock

- Benedict Cumberbatch trong vai Sherlock Holmes.
- Martin Freeman trong vai John Watson, trợ lý đắc lực cho Sherlock.
- Andrew Scott trong vai Jim Moriarty (Giáo sư Moriarty), kẻ thù nguy hiểm nhất của Sherlock.
- Mark Gatiss trong vai Mycroft Holmes, anh trai của Sherlock.
- Una Stubbs trong vai Mrs. Hudson, chủ nhà 221 Baker St.
- Louise Brealey trong vai Molly Hooper, trợ lý nhà xác nơi Sherlock làm việc.
- Lara Pulver trong vai Irene Adler, kẻ thù "quyến rũ" của Sherlock.
- Rupet Graves trong vai Greg Lestrade, thanh tra sở cảnh sát London.